# Adrian Custis
Adrian „Ace” Custis (ur. 24 maja 1974 w Eastville) – amerykański koszykarz, występujący na pozycji niskiego skrzydłowego. Po zakończeniu kariery zawodniczej trener koszykarski, obecnie asystent trenera drużyny akademickiej Maryland Eastern Shore.
Przez trzy lata brał udział w obozach przedsezonowych Dallas Mavericks. Nigdy nie rozegrał żadnego spotkania sezonu zasadniczego z tym klubem.

## Osiągnięcia
Na podstawie, o ile nie zaznaczono inaczej.

### NCAA
- Uczestnik rozgrywek turnieju NCAA (1996)
- Mistrz turnieju National Invitation Tournament (NIT – 1995)
- Zaliczony do:
  - I składu:
    - najlepszych pierwszorocznych zawodników konferencji Metro (1994)
    - Atlantic 10 (1996, 1997)
    - konferencji Metro (1995)

  - składu All-American (1997)
  - Galerii Sław Sportu uczelni Virginia Tech – Virginia Tech Sports Hall of Fame (2007)
- Lider konferencji:
  - Metro w:
    - średniej zbiórek (10,5 – 1995)
    - liczbie zbiórek (369 – 1995)

  - Atlantic 10 w liczbie zbiórek (278 – 1997)
  - Drużyna Virginia Tech Hokies zastrzegła należący do niego numer 20

### Klubowe
- Mistrz:
  - arabskich mistrzostw klubowych (2007)[6]
  - Filipin (2005)
  - Libanu (2007, 2008)[7][8]
  - USBL (2001)
- Wicemistrz:
  - Japonii (2006)
  - USBL (2003)
- Brąz Superligi Azji Wschodniej (WASL – West Asia Super League – 2006)[9]
- Zdobywca pucharu:
  - mistrzów WABA (West Asia Basketball Association Champions Cup – 2008)[8]
  - Libanu (2007, 2008)[10][8]

### Indywidualne
- MVP finałów USBL (2001 – współdzielona z Frantzem Pierre’em-Louisem)
- Zaliczony do:
  - I składu:
    - USBL (2000, 2003)
    - defensywnego USBL (2000)

  - II składu USBL (1999)
- Uczestnik meczu gwiazd ligi japońskiej (2006/2007, 2008/2009)
- Lider:
  - ligi japońskiej w:
    - punktach (2005)
    - zbiórkach (2007)
    - asystach (2005)

  - USBL w przechwytach (2000)